# Mursa
Mursa major fu un importante centro militare fin dalla dinastia giulio-claudia, e divenne colonia romana al tempo dell'imperatore Adriano.

## Storia
Fu insediamento militare romano a partire dalla prima metà del I secolo sotto la dinastia giulio-claudia, probabilmente subito dopo la rivolta dalmato-pannonica del 6-9, quando il limes fu portato ai fiumi Drava e Danubio. Qui risiedettero numerose unità ausiliarie militari romane, come l'Ala II Hispaniorum Aravacorum, sostituita sotto i Flavi con la cohors II Alpinorum equitata, che qui rimase fino a Traiano.
Mursa divenne colonia romana dopo la conquista della Dacia, al tempo dell'imperatore Adriano. Fu, inoltre, importante centro della flotta Flavia Pannonica. Nei suoi pressi ebbero luogo due importanti battaglie: la prima nel 260 tra Aureolo ed Ingenuo, la seconda tra Costanzo II e Magnenzio nel 351.